# Dhaulágirí
Dhaulágirí (v sanskrtu „Bílá hora“) je sedmá nejvyšší hora světa. Leží v Himálaji, přesněji v Nepálu severozápadně od Pokhary, důležitého regionálního a turistického centra. Na druhé straně hluboké rokle řeky Kali Gandaki leží Annapurna, další z osmitisícovek. Většina výstupů na vrchol kopíruje klasickou cestu (tzv. Normal route) i když hora již byla vylezena ze všech světových stran. Byla zlezena jako předposlední z osmitisícovek.

## Popis

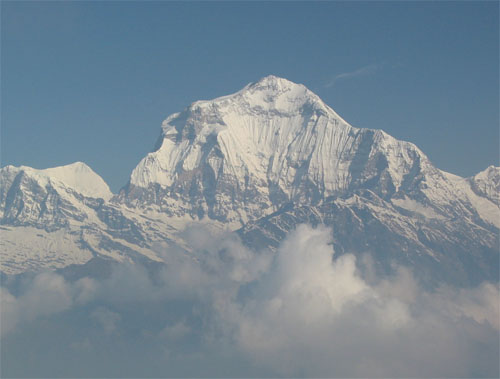
Dhaulágirí

Po objevu hory v roce 1808 západním světem, byla Dhaulágirí považována za nejvyšší horu na světě. To trvalo dlouhých 30 let, kdy byla před Dhaulágirí posunuta Kančendženga. Co se týče převýšení svého okolí je Dhaulágirí skutečně bezkonkurenčně nejvyšší horou na světě. Údolí řeky Kali Gandaki na jihovýchodě převyšuje o neuvěřitelných 7 000 výškových metrů jen na 30 km vzdálenosti. Řeka Kali Gandaki teče ve skutečně dramatickém prostředí masivů Dhaulágirí a Annapurny, které se nad ní tyčí svými stěnami naproti sobě.
Jižní a západní stěna Dhaulágirí jsou vysoké přes 4 000 m, východní a severní stěna zhruba 3 000 m. Dhaulágirí je mezi turisty velmi atraktivní horou, podobně jako Kančendženga a Nanga Parbat není cloněna jinou vysokou horou a je proto za dobrého počasí viditelná až ze severní Indie.

## Vrcholy
Následující tabulka obsahuje seznam vrcholů masívu Dhaulágirí vyšších než 7 000 m.
| Dhaulágirí I         | 8 167 m |
| Dhaulágirí II        | 7 751 m |
| Dhaulágirí III       | 7 715 m |
| Dhaulágirí IV        | 7 661 m |
| Dhaulágirí V         | 7 618 m |
| Churen Himal (Mitte) | 7 385 m |
| Churen Himal (Ost)   | 7 371 m |
| Churen Himal (West)  | 7 371 m |
| Dhaulágirí VI        | 7 268 m |
| Putha Hiunchuli      | 7 246 m |
| Gurja Himal          | 7 193 m |

## Prvovýstup
Dhaulágirí byla poprvé zdolána 13. května 1960 členy švýcarsko-rakouské expedice, kterou vedl Max Eiselin, na vrchol hory vystoupili: Kurt Diemberger, Peter Diener, Ernst Forrer, Albin Schelbert, Nyima Dorji a Nawang Dorji. O deset dní později je následovali ještě Michel Vaucher a Hugo Weber.

### Historie výstupů na Dhaulágirí
Dhaulágirí stojí v centrálním Nepálu, nebyla proto do roku 1949 přístupná cizincům. Toho roku pilot Geiger přeletěl nad Dhaulágirí a Annapurnou a pořídil první fotografie těchto vrcholů zblízka.
První výpravou v této oblasti byli Francouzi v roce 1950. Nalezli přístupové cesty k Dhaulágirí ze všech stran, ale nenašli žádnou vhodnou trasu k vrcholu hory. Později proto obrátili svou pozornost k Annapurně, na kterou 3. června jako první vystoupili.
Další průzkum svahů Dhaulágirí provedli Švýcaři roku 1953. Vybrali si pravou část S stěny, kde stoupali přes skalní žebro nazývané Hruška (La Poire) do 7600 m. V horní části stěny zbrzdila jejich postup ledový svah, ve kterém nebylo možné postavit stany dalšího tábora.
Následujícího roku se do cesty přes Hrušku pustili Argentinci. Po prozkoumání zpráv švýcarské expedice si s sebou přivezli experta na trhaviny, který zcela nehorolezeckou metodou odstřelil část ledové stěny a vytvořil plošinu pro postupový tábor. Počasí poté Argentince zastavilo v 7900 m na SZ hřebeni.
Stejnou trasou poté zkoušeli vystoupit Němci (1955), znovu Argentinci (1956) a znovu Švýcaři (1958). Mezitím získala Dhaulágirí pověst nedobytné hory, protože zůstala poslední nezlezenou osmitisícovkou (kromě z politických důvodů nepřístupné Šišapangmy). Max Eiselin proto roku 1958 začal uvažovat o možnostech výstupu SV hřebenem.
Mezitím získala povolení k výstupu rakouská výprava. Rakušané byli dosud na osmitisícovkách nejúspěšnější, zlezli čtyři z nich. V roce 1959 vyzkoušeli novou trasu SV hřebenem, na které dosáhli 7900 m. Poté, co H.Roiss zemřel pádem do trhliny a jeden z táborů smetla lavina, svůj postup vzdali.
- 1960 – SV hřeben. Max Eiselin připravil vlastní expedici k Dhaulágirí, jejíž součástí bylo i zásobovací letadlo, které přistávalo v sedlech Dambuš (5200 m) a v Severovýchodním sedle (5700 m). Po několika přeletech museli piloti nouzově doplachtit na letiště v Pokhaře s nefunkčním motorem. Po zaslání nového motoru lety pokračovaly až do havárie při startu ze sedla Dambuš. Posádka vyvázla ve zdraví, vrak letadla zůstal v sedle několik dalších let. Expedice pokračovala ve výstupu hřebenem, dokud celkem osm jejích členů nevystoupilo na vrchol hory (viz výše).

Trasa SV hřebenem se stala klasickou výstupovou cestou na Dhaulágirí.
První sólovýstup zvládl Japonec Hinorobu Kamuro na podzim 1981, použil však k výstupu lana i tábory ukončené kanadské expedice.
První ženou na Dhaulágirí se stala Belgičanka Lutgaarde Vivijs po výstupu klasickou cestou roku 1982.
První zimní výstup na Dhaulágirí se podařil klasickou cestou Japoncům v prosinci 1982, použili však přitom připravenou trasu po podzimní japonské výpravě. Po nich vystoupili v lednu 1985 na vrchol Poláci Andrzej Czok a Jerzy Kukuczka.
- 1978 – JZ hřeben. Po prvním pokusu v roce 1975 se vrací druhá japonská expedice k obtížnému JZ hřebeni, po kterém stoupá na vrchol.

Jejich výstup zopakovali Francouzi André Roche a Pierre Beghin alpským stylem roku 1984 (zároveň první výstup alpským stylem na vrchol Dhaulágirí).
- 1978 – JV hřeben. Touto trasou se poprvé pokusili o výstup Američané v roce 1969, ale téměř všichni členové výpravy zahynuli pod lavinou. Japonci úspěšně trasu dokončili, ale i oni přišli o čtyři horolezce. Později tento výstup nebyl opakován.
- 1980 – V stěna. Mezinárodní čtveřice Ghillini, Wojciech Kurtyka, McIntyre a Wilczynski zdolává alpským stylem V stěnu, výstup ukončují v místě spojení JV a SV hřebene v 8000 m. Po sestupu a odpočinku zlézají Dhaulágirí během dvou dnů klasickou cestou alpským stylem. V stěna je na snímku v levé části

V roce 1985 přelezla V stěnu trojice Erhard Loretan, Jean Troillet a Pierre Alain Steiner ze Švýcarska. Postupovali alpským stylem v zimě (celkově třetí zimní výstup na Dhaulágirí, druhý a poslední výstup touto cestou, druhý zimní výstup alpským stylem na osmitisícovku).
- 1980 – Francouzi Pierre Beghin a Bernard Muller zlézají mimořádně obtížný JZ pilíř vlevo od japonské cesty JZ hřebenem. Výstup přerušili ve výšce 7250 m, kde pilíř kulminuje a přechází do podvrcholové plošiny.

V roce 1985 se pokusili o výstup členové československé výpravy Zoltán Demján, Peter Božík a Josef Rakoncaj alpským stylem. Po pěti dnech výstup přerušilo špatné počasí v 6800 m.
Cestu JZ pilířem zopakovali a prodloužili až k vrcholu hory horolezci z Kazachstánu a Slovenska Jurij Mojsejev, Kazbek Valijev a Zoltán Demján alpským stylem v roce 1988. Během výstupu lezli obtíže VI+ A2 klasifikace UIAA, výstup trval 16 dní a patří mezi nejnáročnější na světě.
- 1981 – Čtveřice horolezců z Jugoslávie zlézá poprvé J stěnu. Postupují v pravé části stěny osm dní alpským stylem. Výstup ukončují na vrcholovém hřebeni v 8000 m a sestupují klasickou cestou.
- 1982 – Cesta přes Hrušku. Japonská expedice stoupá na vrchol trasou zkoušenou v 50. letech v pravé části S stěny.
- 1984 – Z stěna. Československá expedice vedená Jiřím Novákem otevírá novou cestu 4500 m vysokou Z stěnou. Výstup vede levým pilířem stěny. Po pokusu Miroslava Šmída (7900 m) vystupují na vrchol Jarýk Stejskal, Karel Jakeš a Jan Šimon (ztratil se během sestupu).
- 1985 – Z stěna. Další československá expedice zlézá ještě obtížnější pravý pilíř Z stěny. Výstup končí na vrcholovém hřebeni v 7300 m. Velké množství sněhu na jinak snadné podvrcholové plošině neumožnilo pokračovat dál.
- 1986 – J pilíř. Polská expedice zlézá další náročnou cestu v levé části jižní stěny. Stejně jako Čechy a Slováky předchozího roku i je zastavil hluboký sníh na podvrcholové plošině JZ hřebene. Polský výstup je proto završen v 7500 m, kde J pilíř kulminuje.
- 1986 – Slovinec Stane Belak zlézá novou cestu v pravé části V stěny sólo.
- 1990 – Krzysztof Wielicki z Polska zlézá Dhaulágirí novou cestou V stěnou sólo alpským stylem za 16 hodin.
- 1991 – Kazašská expedice otevírá cestu prostředním pilířem v Z stěně.
- 1993 – S stěna. Rusko-britská expedice vystupuje na Dhaulágirí středem S stěny.
- 1999 – Slovinec Tomaz Humar stoupá na Dhaulágirí středem J stěny sólo alpským stylem.

Na Dhaulágirí dnes vede 15 cest, z nichž tři (zatím) nekončí na vrcholu hory, ale na vrcholových hřebenech, jak je zvykem například v Alpách, tedy v místě, kde končí lezecké obtíže. Na Dhaulágirí bylo završeno nejvíce výstupů a prvovýstupů alpským stylem (i zimních) jinou než klasickou trasou. Téměř všechny cesty na Dhaulágirí s výjimkou klasické jsou velmi až mimořádně technicky obtížné a většina z nich nebyla nikdy opakována. Nezlezenou logickou linií zůstává SZ hřeben hory.

## Výstupy českých horolezců
- 1984 – Jan Šimon (zahynul při sestupu), Karel Jakeš, Jarýk Stejskal – prvovýstup západní stěnou
- 1990 – Leopold Sulovský, Stanislav Šilhán – klasickou cestou SV hřebenem
- 2008 – Martin Minařík[2]; Radek Jaroš, Zdeněk Hrubý [3]
- 2009 – David Fojtík[4]
- 2021 – Tomáš Otruba[5]